# Liste der Kulturdenkmäler in Bebra
Die folgende Liste enthält die in der Denkmaltopographie ausgewiesenen Kulturdenkmäler auf dem Gebiet  der  Stadt Bebra, Landkreis Hersfeld-Rotenburg, Hessen.
Hinweis: Die Reihenfolge der Denkmäler in dieser Liste orientiert sich zunächst an Stadtteilen und anschließend der Anschrift, alternativ ist sie auch nach der Bezeichnung oder der Bauzeit sortierbar.
Kulturdenkmäler werden fortlaufend im Denkmalverzeichnis des Landes Hessen durch das Landesamt für Denkmalpflege Hessen auf Basis des Hessischen Denkmalschutzgesetzes (HDSchG) geführt. Die Schutzwürdigkeit eines Kulturdenkmals hängt nicht von der Eintragung in das Denkmalverzeichnis des Landes Hessen oder der Veröffentlichung in der Denkmaltopographie ab.

## Asmushausen
| Bild                   | Bezeichnung              | Lage                                                  | Beschreibung | Bauzeit | Daten |
| ---------------------- | ------------------------ | ----------------------------------------------------- | --- | ------- | ----- |
| Asmusstraße 41 und 43  | Gesamtanlage Asmushausen | Asmusstraße 25–47, 26–38; Raiffeisenstraße 2, 11 Lage | |         |       |
| Bild gesucht BW        | Kalkmühle                | Am Kalkofen LageFlur: 5, Flurstück: 61/7              | zum Kulturdenkmal gehören vier bauliche Anlagen: ein Gebäude an der Straße Am Kalkofen, ein Gebäude südwestlich an der Zufahrt zum Kalksteinbruch und zwei weitere Bauten an der Straße zwischen den beiden Gebäuden |         |       |
| Bild gesucht BW        | Friedhof                 | Am Kirchberg LageFlur: 6, Flurstück: 59, 60           | Grabmale für Andreas Fischer und Elisabeth Fischer |         |       |
| Bergkirche Asmushausen | Evangelische Pfarrkirche | Am Kirchberg 13 LageFlur: 6, Flurstück: 58            | Spätgotischer Bau aus der 2. Hälfte 15. Jahrhundert. Das Kirchenschiff im Jahr 1518 nach Westen verlängert, in einem Chorfenster eine kleine Rundscheibe mit einer Malerei aus der 1. Hälfte 16. Jahrhundert. Kanzel von 1662 und eine Orgel erbaut von E. Dauphin im Jahr 1778. Im Kirchhof mehrere historische Grabsteine, darunter ein Grabstein für Meister Andreas Fischer. |         |       |
| Bild gesucht BW        | Schule                   | Am Schwimmbad 8 LageFlur: 7, Flurstück: 114           | mit Nebengebäude |         |       |
| Bild gesucht BW        | Hofreite                 | Asmusstraße 16 LageFlur: 8, Flurstück: 23/1           | |         |       |
| Bild gesucht BW        | Hofanlage                | Asmusstraße 27 LageFlur: 8, Flurstück: 153/61         | |         |       |
| Bild gesucht BW        | Schmiede                 | Asmusstraße 35 LageFlur: 7, Flurstück: 50/1           | |         |       |
| Bild gesucht BW        | Wohnhaus                 | Asmusstraße 36 LageFlur: 7, Flurstück: 153/16         | |         |       |
| Bild gesucht BW        | Haupthaus                | Asmusstraße 39 LageFlur: 7, Flurstück: 56/2           | |         |       |
| Wohnhaus               | Wohnhaus                 | Asmusstraße 41 LageFlur: 7, Flurstück: 59/1           | |         |       |
| Haupthaus              | Haupthaus                | Asmusstraße 43 LageFlur: 6, Flurstück: 15/2           | mit Scheune |         |       |
| Bild gesucht BW        | Wohnhaus                 | Asmusstraße 45 LageFlur: 6, Flurstück: 16/2           | |         |       |
| Bild gesucht BW        | Jacobsmühle              | Im Kringel 4 LageFlur: 10, Flurstück: 30/1            | mit Scheune |         |       |
| Bild gesucht BW        | Spritzenhaus             | Raiffeisenstraße 2 LageFlur: 8, Flurstück: 9          | |         |       |
| Bild gesucht BW        | Dreiseithof              | Raiffeisenstraße 11 LageFlur: 7, Flurstück: 12        | |         |       |

## Bebra
| Bild                                          | Bezeichnung              | Lage                                                                                   | Beschreibung                                                                                   | Bauzeit | Daten |
| --------------------------------------------- | ------------------------ | -------------------------------------------------------------------------------------- | ---------------------------------------------------------------------------------------------- | ------- | ----- |
| Bild gesucht BW                               | Gesamtanlage Bebra       | An der Bebra 5, 9; Kirchkranz 1–4; Kirchweg 6; Lindenplatz 1–10; Pfarrstraße 2–12 Lage |                                                                                                |         |       |
| Mehrfamilienhaus                              | Mehrfamilienhaus         | Am Bahndamm 9 LageFlur: 1, Flurstück: 118/6                                            |                                                                                                |         |       |
| Mehrfamilienhaus                              | Mehrfamilienhaus         | Am Bahndamm 11 LageFlur: 1, Flurstück: 118/7                                           |                                                                                                |         |       |
| Bild gesucht BW                               | Wohnhaus                 | Am Steg 1 LageFlur: 11, Flurstück: 179/10                                              |                                                                                                |         |       |
| Bild gesucht BW                               | Unterstallhaus           | An der Bebra 5 LageFlur: 12, Flurstück: 41                                             | das Gebäude wurde abgerissen                                                                   |         |       |
| Ernhaus                                       | Ernhaus                  | An der Bebra 8 LageFlur: 12, Flurstück: 162/1                                          |                                                                                                |         |       |
| Wohnhaus                                      | Wohnhaus                 | An der Bebra 13 LageFlur: 12, Flurstück: 88/1                                          |                                                                                                |         |       |
| Wohnhaus                                      | Wohnhaus                 | An der Bebra 16 LageFlur: 12, Flurstück: 155/2                                         |                                                                                                |         |       |
| Wohnhaus                                      | Wohnhaus                 | An der Bebra 20/22 LageFlur: 12, Flurstück: 171/1, 171/3                               |                                                                                                |         |       |
| Haupthaus                                     | Haupthaus                | An der Bebra 23 LageFlur: 12, Flurstück: 138/1                                         |                                                                                                |         |       |
| Bild gesucht BW                               | Wohnwirtschaftsgebäude   | An der Bebra 27 LageFlur: 12, Flurstück: 148/5                                         | das Gebäude wurde abgerissen und durch einen Neubau ersetzt                                    |         |       |
| Apotheke                                      | Apotheke                 | Apothekenstraße 5 LageFlur: 10, Flurstück: 52/3                                        |                                                                                                |         |       |
| Wohnhaus                                      | Wohnhaus                 | Bachweg 1 LageFlur: 11, Flurstück: 196                                                 |                                                                                                |         |       |
| Bahnhof Bebra (Inselgebäude)                  | Bahnhof                  | Bahnhofstraße 23 LageFlur: 4, Flurstück: 424/25                                        |                                                                                                |         |       |
| Lokschuppen (Rest) im Zugang Ostseite Bahnhof | Lokschuppen              | Bahnhofstraße 23 LageFlur: 4, Flurstück: 424/25                                        |                                                                                                |         |       |
| Wohnhaus                                      | Wohnhaus                 | Eisenacher Straße 63 LageFlur: 7, Flurstück: 364/63                                    |                                                                                                |         |       |
| Wohnhaus                                      | Wohnhaus                 | Hersfelder Straße 7 LageFlur: 7, Flurstück: 26/9                                       |                                                                                                |         |       |
| Hakenhof                                      | Hakenhof                 | Im Bilder 4 LageFlur: 12, Flurstück: 109                                               | Haupthaus und Scheune                                                                          |         |       |
| Wohnhaus                                      | Wohnhaus                 | Im Bilder 6 LageFlur: 12, Flurstück: 104/1                                             |                                                                                                |         |       |
| Wohnhaus                                      | Wohnhaus                 | Im Bilder 18 LageFlur: 21, Flurstück: 114                                              |                                                                                                |         |       |
| Wohnwirtschaftsgebäude                        | Wohnwirtschaftsgebäude   | Karlstraße 6 LageFlur: 11, Flurstück: 40/2                                             |                                                                                                |         |       |
| Wohnhaus                                      | Wohnhaus                 | Karlstraße 7 LageFlur: 11, Flurstück: 63/8                                             |                                                                                                |         |       |
| weitere Bilder                                | Evangelische Pfarrkirche | Kirchkranz 1 LageFlur: 12, Flurstück: 36/1                                             |                                                                                                |         |       |
| Wohnhaus                                      | Wohnhaus                 | Kirchkranz 6 LageFlur: 12, Flurstück: 26                                               |                                                                                                |         |       |
| Obermühle                                     | Obermühle                | Lindenallee 8 LageFlur: 11, Flurstück: 368/162                                         | Hofanlage mit Haupthaus, Scheune, Kopfsteinpflaster und zwei Torpfosten                        |         |       |
| Wohnwirtschaftsgebäude                        | Wohnwirtschaftsgebäude   | Lindenplatz 2 LageFlur: 11, Flurstück: 228/1                                           |                                                                                                |         |       |
| Wohnhaus                                      | Wohnhaus                 | Lindenplatz 8 LageFlur: 11, Flurstück: 222                                             |                                                                                                |         |       |
| Wohnhaus                                      | Wohnhaus                 | Marie-Juchacz-Straße 7 LageFlur: 1, Flurstück: 131/2                                   | mit rückwärtigem Nebengebäude                                                                  |         |       |
| Wohnhaus                                      | Wohnhaus                 | Marie-Juchacz-Straße 9 LageFlur: 1, Flurstück: 131/3                                   | mit rückwärtigem Nebengebäude                                                                  |         |       |
| Bild gesucht BW                               | Wohnhaus                 | Mühlenstraße 1 LageFlur: 11, Flurstück: 191/1                                          | Gebäude wurde abgerissen                                                                       |         |       |
| Bild gesucht BW                               | Bitzenmühle              | Mühlenstraße 13 LageFlur: 11, Flurstück: 357/182                                       | Wohn- und Mahlhaus mit Stallgebäude, die Gebäude wurden abgerissen und durch Neubauten ersetzt |         |       |
| Posthalterei                                  | Posthalterei             | Nürnberger Straße 39 LageFlur: 10, Flurstück: 64/3                                     |                                                                                                |         |       |
| Wohnhaus                                      | Wohnhaus                 | Nürnberger Straße 42 LageFlur: 9, Flurstück: 93/10                                     |                                                                                                |         |       |
| Posthalterei                                  | Posthalterei             | Nürnberger Straße 44 LageFlur: 9, Flurstück: 95/11                                     | ehemaliges Haus derer von Amelungen                                                            |         |       |
| Wasserturm Bebra                              | Wasserturm               | Oststraße 25 LageFlur: 19, Flurstück: 186                                              |                                                                                                |         |       |
| weitere Bilder                                | Jüdischer Friedhof       | Otto-Kraffke-Straße LageFlur: 7, Flurstück: 44/2                                       |                                                                                                |         |       |
| Wohnhaus                                      | Wohnhaus                 | Pfarrstraße 3 LageFlur: 9, Flurstück: 43/8                                             |                                                                                                |         |       |
| Wohnhaus                                      | Wohnhaus                 | Pfarrstraße 5 LageFlur: 9, Flurstück: 39/5                                             |                                                                                                |         |       |
| Wohnhaus                                      | Wohnhaus                 | Pfarrstraße 13 LageFlur: 9, Flurstück: 27/1                                            |                                                                                                |         |       |
| Wohnhaus                                      | Wohnhaus                 | Pfarrstraße 15 LageFlur: 9, Flurstück: 26/1                                            |                                                                                                |         |       |
| Wohnhaus                                      | Wohnhaus                 | Pfarrstraße 17 LageFlur: 9, Flurstück: 24/7                                            |                                                                                                |         |       |
| Wohnhaus                                      | Wohnhaus                 | Pfarrstraße 29 LageFlur: 12, Flurstück: 221/111                                        |                                                                                                |         |       |
| Bitzenhof                                     | Bitzenhof                | Rotenburger Straße 12 LageFlur: 11, Flurstück: 62/16                                   |                                                                                                |         |       |

## Blankenheim
| Bild            | Bezeichnung               | Lage                                                    | Beschreibung                                   | Bauzeit | Daten |
| --------------- | ------------------------- | ------------------------------------------------------- | ---------------------------------------------- | ------- | ----- |
| Bild gesucht BW | Hofanlage                 | Frankfurter Straße 31 LageFlur: 9, Flurstück: 114/1     | Haupthaus und Scheune                          |         |       |
| weitere Bilder  | Nonnenkloster und Freigut | Klosterweg LageFlur: 1, Flurstück: 86, 87/1, 87/2, 87/3 | Grabsteine der Familie Otto vor dem Chor       |         |       |
| Bild gesucht BW | Haupthaus                 | Obere Straße 31 LageFlur: 9, Flurstück: 89/3            | altes Hofpflaster                              |         |       |
| Bild gesucht BW | Haupthaus                 | Obere Straße 42 LageFlur: 9, Flurstück: 15/1            |                                                |         |       |
| Bild gesucht BW | Hofanlage                 | Vor der Höhe 4 LageFlur: 9, Flurstück: 50/1             | mit Haupthaus, Nutzanbau, Scheune und Backhaus |         |       |

## Braunhausen
| Bild            | Bezeichnung            | Lage                                           | Beschreibung                   | Bauzeit | Daten |
| --------------- | ---------------------- | ---------------------------------------------- | ------------------------------ | ------- | ----- |
| Bild gesucht BW | Wohnwirtschaftsgebäude | Am Molkenborn 11 LageFlur: 7, Flurstück: 140/4 |                                |         |       |
| Bild gesucht BW | Streckhof              | Am Molkenborn 13 LageFlur: 7, Flurstück: 141/4 |                                |         |       |
| Bild gesucht BW | Zweiseithof            | Am Molkenborn 14 LageFlur: 7, Flurstück: 35/1  |                                |         |       |
| Bild gesucht BW | Post                   | Zum Käsberg 1 LageFlur: 7, Flurstück: 139/7    |                                |         |       |
| Bild gesucht BW | Einhaus                | Zum Käsberg 2 LageFlur: 7, Flurstück: 132/17   |                                |         |       |
| weitere Bilder  | Evangelische Kirche    | Zum Steinbruch 5 LageFlur: 7, Flurstück: 41/1  | fünf Grabsteine vor der Kirche |         |       |

## Breitenbach
| Bild            | Bezeichnung              | Lage                                                                                                   | Beschreibung                        | Bauzeit | Daten |
| --------------- | ------------------------ | --- | ----------------------------------- | ------- | ----- |
| Bild gesucht BW | Gesamtanlage Breitenbach | An der Kirche; Fuldastraße 1–9, 10, 11; Hofgasse; Hersfelder Straße 101–115, 102–112; Mischelsweg Lage |                                     |         |       |
| weitere Bilder  | Evangelische Pfarrkirche | An der Kirche 2 LageFlur: 5, Flurstück: 16/3                                                           |                                     |         |       |
| Bild gesucht BW | Ernhaus                  | Fuldastraße 2 LageFlur: 5, Flurstück: 77/2                                                             |                                     |         |       |
| Bild gesucht BW | Haupthaus                | Fuldastraße 10 LageFlur: 5, Flurstück: 84/1                                                            | mit rückwärtiger Scheune            |         |       |
| Bild gesucht BW | Wohnhaus                 | Fuldastraße 12 LageFlur: 5, Flurstück: 91/1                                                            |                                     |         |       |
| Bild gesucht BW | Wohnhaus                 | Hersfelder Straße 102 LageFlur: 5, Flurstück: 14/1                                                     |                                     |         |       |
| Bild gesucht BW | Schule                   | Hersfelder Straße 104 LageFlur: 5, Flurstück: 16/4                                                     |                                     |         |       |
| Bild gesucht BW | Amtsschultheißgebäude    | Hersfelder Straße 106 LageFlur: 4, Flurstück: 48/6                                                     |                                     |         |       |
| Bild gesucht BW | Wohn- und Geschäftshaus  | Hersfelder Straße 109 LageFlur: 5, Flurstück: 39/5                                                     | Scheune eines Gasthofs von vor 1538 |         |       |
| Bild gesucht BW | Wohnhaus                 | Hersfelder Straße 110 LageFlur: 4, Flurstück: 80/12                                                    |                                     |         |       |
| Bild gesucht BW | Wohnhaus                 | Hersfelder Straße 111 LageFlur: 5, Flurstück: 75/2                                                     | mit rückwärtiger Scheune            |         |       |
| Bild gesucht BW | Wohnhaus                 | Hersfelder Straße 112 LageFlur: 4, Flurstück: 6/3                                                      |                                     |         |       |
| Bild gesucht BW | Festsaal                 | Hersfelder Straße 116 LageFlur: 4, Flurstück: 12/13                                                    |                                     |         |       |
| Bild gesucht BW | Wohnwirtschaftsgebäude   | Hersfelder Straße 128 LageFlur: 4, Flurstück: 27/1                                                     |                                     |         |       |
| Bild gesucht BW | Schmiede                 | Hersfelder Straße 134 LageFlur: 3, Flurstück: 335/36                                                   |                                     |         |       |
| Bild gesucht BW | Freigut                  | Hofgasse 6 LageFlur: 5, Flurstück: 46/1                                                                |                                     |         |       |
| Bild gesucht BW | Freigut                  | Hofgasse 7 LageFlur: 5, Flurstück: 44/2                                                                |                                     |         |       |
| Bild gesucht BW | Fachwerkscheune          | Lüdersdorfer Straße 2 LageFlur: 4, Flurstück: 22/1                                                     |                                     |         |       |
| Bild gesucht BW | Gartenpavillon           | Ruckertsweg 2 LageFlur: 4, Flurstück: 80/2                                                             |                                     |         |       |
| Bild gesucht BW | Wohnhaus                 | Zum Pfarrhaus 2 LageFlur: 5, Flurstück: 64/1                                                           |                                     |         |       |
| Bild gesucht BW | Wohn- und Speicherbau    | Zum Pfarrhaus 6 LageFlur: 5, Flurstück: 68/1                                                           |                                     |         |       |

## Gilfershausen
| Bild            | Bezeichnung            | Lage                                                 | Beschreibung | Bauzeit      | Daten |
| --------------- | ---------------------- | ---------------------------------------------------- | --- | ------------ | ----- |
| Bild gesucht BW | Haupthaus              | Braunhäuser Straße 1 LageFlur: 4, Flurstück: 57/5    | |              |       |
| Bild gesucht BW | Haupthaus              | Braunhäuser Straße 2 LageFlur: 5, Flurstück: 32/2    | |              |       |
| Bild gesucht BW | Wohnhaus               | Braunhäuser Straße 5 LageFlur: 4, Flurstück: 86/55   | |              |       |
| Bild gesucht BW | Wohnwirtschaftsgebäude | Braunhäuser Straße 8 LageFlur: 5, Flurstück: 3/3     | mit Backhaus |              |       |
| Bild gesucht BW | Obermühle              | Braunhäuser Straße 19 LageFlur: 1, Flurstück: 179/20 | |              |       |
| Bild gesucht BW | Wohnhaus               | Hauptstraße 5 LageFlur: 4, Flurstück: 61/1           | |              |       |
| weitere Bilder  | Evangelische Kirche    | Ringstraße 7 LageFlur: 4, Flurstück: 14/1            | Chorturm und der anschließende Teil vom einschiffigen Langhaus romanisch, das westliche Langhausdrittel gotisch. Ehemaliges Spitzbogenportal in der Langhauswestwand vermauert. Fachwerkaufbau und innerer Umbau von 1721. Im 20. Jahrhundert verfallen und 1946 bis 1949 restauriert. | 1239 erwähnt |       |
| Bild gesucht BW | Zweiseithof            | Ringstraße 9 LageFlur: 4, Flurstück: 110/17          | |              |       |
| Bild gesucht BW | Streckhof              | Simbachstraße 8 LageFlur: 5, Flurstück: 51/5         | |              |       |

## Iba
| Bild            | Bezeichnung              | Lage | Beschreibung | Bauzeit | Daten |
| --------------- | ------------------------ | --- | --- | ------- | ----- |
| Bild gesucht BW | Gesamtanlage Iba         | Am Burggarten 10–20; Am Wiesenbach 3, 4; Ronshäuser Weg 1, 4; Sandkaute 2, 4; Schieferstraße 12–44, 39–69; Schulstraße Lage | |         |       |
| Bild gesucht BW | Mauer                    | Am Burggarten LageFlur: 6, Flurstück: 236/1                                                                                 | |         |       |
| Bild gesucht BW | Wohnhaus                 | Am Burggarten 2 LageFlur: 6, Flurstück: 181/2                                                                               | |         |       |
| Bild gesucht BW | Stall                    | Am Burggarten 4 LageFlur: 6, Flurstück: 178/1                                                                               | |         |       |
| Bild gesucht BW | Wohnhaus                 | Am Burggarten 6 LageFlur: 6, Flurstück: 177                                                                                 | |         |       |
| Bild gesucht BW | Ehemalige Synagoge       | Am Burggarten 10 LageFlur: 6, Flurstück: 288/1                                                                              | |         |       |
| Bild gesucht BW | Wohnwirtschaftsgebäude   | Am Burggarten 12 LageFlur: 6, Flurstück: 260/1                                                                              | |         |       |
| weitere Bilder  | Evangelische Pfarrkirche | Am Burggarten 16 LageFlur: 6, Flurstück: 297/1                                                                              | |         |       |
| Bild gesucht BW | Schule                   | Am Burggarten 20 LageFlur: 6, Flurstück: 252/4                                                                              | auf der Rückseite Lehrerwohnung |         |       |
| Bild gesucht BW | Erntennenhaus            | Am Köhlersrain 5 LageFlur: 6, Flurstück: 10/1                                                                               | |         |       |
| Bild gesucht BW | Wohnwirtschaftsgebäude   | Am Köhlersrain 11 LageFlur: 6, Flurstück: 24/3                                                                              | mit Stall |         |       |
| Bild gesucht BW | Doppelhaus               | Am Köhlersrain 13/15 LageFlur: 6, Flurstück: 375/40, 377/40                                                                 | mit Sandsteinbrunnen, Hofmauer |         |       |
| Bild gesucht BW | Bruchmühle               | Am Köhlersrain 21 LageFlur: 5, Flurstück: 259/3                                                                             | mit Scheune |         |       |
| Bild gesucht BW | Wohnwirtschaftsgebäude   | Am Wiesenbach 3 LageFlur: 6, Flurstück: 268/3                                                                               | |         |       |
| Bild gesucht BW | Erntennenhaus            | Am Wiesenbach 7 LageFlur: 6, Flurstück: 273/3                                                                               | |         |       |
| Bild gesucht BW | Zweiseithof              | Auf der Freiheit 19 LageFlur: 5, Flurstück: 19/2                                                                            | mit Backhaus |         |       |
| Bild gesucht BW | Einhaus                  | Ronshäuser Weg 2 LageFlur: 6, Flurstück: 99/19                                                                              | mit Bauerngarten und Sandsteinpfosten |         |       |
| Bild gesucht BW | Haupthaus                | Ronshäuser Weg 3 LageFlur: 6, Flurstück: 202                                                                                | |         |       |
| Bild gesucht BW | Wohnhaus                 | Ronshäuser Weg 4 LageFlur: 6, Flurstück: 122/4                                                                              | |         |       |
| Bild gesucht BW | Scheune                  | Ronshäuser Weg 6 LageFlur: 6, Flurstück: 128/2                                                                              | |         |       |
| Bild gesucht BW | Wohnhaus                 | Ronshäuser Weg 13 LageFlur: 6, Flurstück: 184/1                                                                             | |         |       |
| Bild gesucht BW | Einhaus                  | Sandkaute 2 LageFlur: 6, Flurstück: 124/1                                                                                   | |         |       |
| Bild gesucht BW | Streckhof                | Schieferstraße 14 LageFlur: 6, Flurstück: 91/4                                                                              | |         |       |
| Bild gesucht BW | Haupthaus                | Schieferstraße 16 LageFlur: 6, Flurstück: 99/12                                                                             | altes Hofpflaster |         |       |
| Bild gesucht BW | Hofanlage                | Schieferstraße 18 LageFlur: 6, Flurstück: 266/3                                                                             | „Die Garage bitte ignorieren.“ |         |       |
| Bild gesucht BW | Wirtschaftsgebäude       | Schieferstraße 20 LageFlur: 6, Flurstück: 272/2                                                                             | |         |       |
| Bild gesucht BW | Haupthaus                | Schieferstraße 22 LageFlur: 6, Flurstück: 263, 262/2                                                                        | |         |       |
| Bild gesucht BW | Haupthaus                | Schieferstraße 34 LageFlur: 5, Flurstück: 215/1                                                                             | |         |       |
| Bild gesucht BW | Wohnhaus                 | Schieferstraße 40 LageFlur: 5, Flurstück: 203/1                                                                             | |         |       |
| Bild gesucht BW | Wohnwirtschaftsgebäude   | Schieferstraße 45 LageFlur: 6, Flurstück: 221/5                                                                             | |         |       |
| Bild gesucht BW | Wohnwirtschaftsgebäude   | Schieferstraße 47 LageFlur: 6, Flurstück: 226/4                                                                             | |         |       |
| Bild gesucht BW | Einhaus                  | Schieferstraße 51 LageFlur: 6, Flurstück: 406/232, 407/233                                                                  | |         |       |
| Bild gesucht BW | Wohnwirtschaftsgebäude   | Schieferstraße 55 LageFlur: 5, Flurstück: 231/5                                                                             | |         |       |
| Bild gesucht BW | Friedrichshütte          | LageFlur: 13, Flurstück: 115/1                                                                                              | Verwaltungsgebäude für den hessischen Kupferschieferbergbau, 1732 unter Friedrich I. von Hessen erbaut und seit 1886 außer Betrieb gestellt. Nach vorherigem Abbruch der Schmelzhütte und Schmelzöfen seit 1919 ein schlichter zweigeschossiger Bau mit teilweise erhaltenem Fachwerkobergeschoss. Mit 200-jähriger Linde, Brunnen und drei kubischen Pfeilern. | 1732    |       |
| Bild gesucht BW | Jüdischer Friedhof       | LageFlur: 6, Flurstück: 305                                                                                                 | |         |       |

## Imshausen
| Bild            | Bezeichnung                           | Lage                                             | Beschreibung             | Bauzeit | Daten |
| --------------- | ------------------------------------- | ------------------------------------------------ | ------------------------ | ------- | ----- |
| Bild gesucht BW | Unterstallhaus                        | Imshäuser Straße 11 LageFlur: 1, Flurstück: 50/3 |                          |         |       |
| Bild gesucht BW | Haupthaus                             | Imshäuser Straße 12 LageFlur: 1, Flurstück: 72/4 | mit Stalltrakt           |         |       |
| weitere Bilder  | Schloss                               | Im Trottenpark 1 LageFlur: 1, Flurstück: 13/1    |                          |         |       |
| Bild gesucht BW | Baronessenflügel                      | Im Trottenpark 2 LageFlur: 1, Flurstück: 10      |                          |         |       |
| Scheune         | Scheune                               | Im Trottenpark 3 LageFlur: 1, Flurstück: 12      |                          |         |       |
| Bild gesucht BW | Evangelische Kirche                   | Küsterweg 3 LageFlur: 1, Flurstück: 30, 31, 32   | Taufstein vor der Kirche |         |       |
| Bild gesucht BW | Sachgesamtheit Schlosshof und Gutshof | Solzer Straße 1 LageFlur: 1, Flurstück: 18       |                          |         |       |
| Bild gesucht BW | Wohnhaus                              | Solzer Straße 1 LageFlur: 1, Flurstück: 18       |                          |         |       |
| Bild gesucht BW | Gutshaus                              | Solzer Straße 3 LageFlur: 1, Flurstück: 17       |                          |         |       |

## Lüdersdorf
| Bild            | Bezeichnung      | Lage                                              | Beschreibung | Bauzeit | Daten |
| --------------- | ---------------- | ------------------------------------------------- | ------------ | ------- | ----- |
| Bild gesucht BW | Sandsteingrabmal | Dickenrücker Straße LageFlur: 2, Flurstück: 25/12 |              |         |       |
| Bild gesucht BW | Schafhof         | Forststraße 19 LageFlur: 2, Flurstück: 81/4       |              |         |       |
| Bild gesucht BW | Wohnhaus         | Lüderstraße 8 LageFlur: 2, Flurstück: 55/6        |              |         |       |

## Rautenhausen
| Bild                | Bezeichnung         | Lage                                             | Beschreibung | Bauzeit | Daten |
| ------------------- | ------------------- | ------------------------------------------------ | ------------ | ------- | ----- |
| Bild gesucht BW     | Cornberger Tunnel   | Lage                                             |              |         |       |
| Bild gesucht BW     | Schule              | Im Hopfengarten 1 LageFlur: 5, Flurstück: 46/2   |              |         |       |
| Bild gesucht BW     | Haupthaus           | Im Hopfengarten 2 LageFlur: 5, Flurstück: 67/9   |              |         |       |
| Bild gesucht BW     | Gasthof             | Zum Hachthal 2 LageFlur: 4, Flurstück: 103/1     |              |         |       |
| Evangelische Kirche | Evangelische Kirche | Zum Metzenmüller 1 LageFlur: 5, Flurstück: 43    |              |         |       |
| Bild gesucht BW     | Haupthaus           | Zum Metzenmüller 6 LageFlur: 5, Flurstück: 75/27 |              |         |       |

## Solz
| Bild            | Bezeichnung                     | Lage                                                                        | Beschreibung                                                                        | Bauzeit                                                                         | Daten |
| --------------- | ------------------------------- | --------------------------------------------------------------------------- | ----------------------------------------------------------------------------------- | ------------------------------------------------------------------------------- | ----- |
| Bild gesucht BW | Gesamtanlage Solz               | Bebraer Straße 22, 27–37; Burgring; Schulrain 2; Vilmarstraße 3–7, 2–8 Lage |                                                                                     |                                                                                 |       |
| Bild gesucht BW | Wohnwirtschaftsgebäude          | Bebraer Straße 22 LageFlur: 7, Flurstück: 5/4                               |                                                                                     |                                                                                 |       |
| Bild gesucht BW | Vierseithof                     | Bebraer Straße 27 LageFlur: 7, Flurstück: 87/31                             |                                                                                     |                                                                                 |       |
| Bild gesucht BW | Zweiseithof                     | Bebraer Straße 31 LageFlur: 7, Flurstück: 41/1                              |                                                                                     |                                                                                 |       |
| Bild gesucht BW | Erntennenhaus                   | Bebraer Straße 35 LageFlur: 7, Flurstück: 47/1                              |                                                                                     |                                                                                 |       |
| Bild gesucht BW | Ernhaus                         | Bebraer Straße 37 LageFlur: 7, Flurstück: 97/47                             |                                                                                     |                                                                                 |       |
| Bild gesucht BW | Gerichtsstätte                  | Burgring LageFlur: 8, Flurstück: 60/1                                       |                                                                                     |                                                                                 |       |
| Bild gesucht BW | Verwalterhaus                   | Burgring 8 LageFlur: 8, Flurstück: 22/4                                     |                                                                                     |                                                                                 |       |
| Bild gesucht BW | Wohnhaus                        | Burgring 8a LageFlur: 8, Flurstück: 22/3                                    |                                                                                     |                                                                                 |       |
| Bild gesucht BW | Wohnhaus                        | Burgring 9 LageFlur: 7, Flurstück: 69/15                                    |                                                                                     |                                                                                 |       |
| Hofanlage       | Hofanlage                       | Burgring 11, 13, 15 LageFlur: 7, Flurstück: 16/4                            | Der L-förmige Gebäudekomplex beherbergte bis zum Jahr 2014 das Spielzeugmuseum Solz | Spätes 17. Jahrhundert, traufständiger Anbau aus der Mitte des 18. Jahrhunderts |       |
| Bild gesucht BW | Wohnhaus                        | Burgring 18 LageFlur: 6, Flurstück: 12                                      |                                                                                     |                                                                                 |       |
| Bild gesucht BW | rechter Seitenflügel            | Burgring 19 LageFlur: 8, Flurstück: 48/3                                    |                                                                                     |                                                                                 |       |
| Bild gesucht BW | linker Seitenflügel             | Burgring 19a LageFlur: 8, Flurstück: 48/3                                   |                                                                                     |                                                                                 |       |
| Bild gesucht BW | Trottenhaus                     | Burgring 21 LageFlur: 8, Flurstück: 48/3                                    |                                                                                     |                                                                                 |       |
| weitere Bilder  | Evangelische Pfarrkirche        | Burgring 23 LageFlur: 8, Flurstück: 48/2                                    |                                                                                     |                                                                                 |       |
| Burg            | Burg                            | Burgring 25 LageFlur: 8, Flurstück: 54/1                                    |                                                                                     |                                                                                 |       |
| Bild gesucht BW | Wohnwirtschaftsgebäude          | Burgring 27 LageFlur: 7, Flurstück: 57/3                                    |                                                                                     |                                                                                 |       |
| Bild gesucht BW | Wohnwirtschaftsgebäude          | Ibaer Weg 2 LageFlur: 6, Flurstück: 39/2                                    |                                                                                     |                                                                                 |       |
| Bild gesucht BW | Wohnhaus                        | Im Park 4 LageFlur: 7, Flurstück: 84/28                                     |                                                                                     |                                                                                 |       |
| Bild gesucht BW | Scheune                         | Im Park 4a LageFlur: 7, Flurstück: 84/28                                    |                                                                                     |                                                                                 |       |
| Bild gesucht BW | Ministerhaus                    | Im Park 6 LageFlur: 7, Flurstück: 84/28                                     |                                                                                     |                                                                                 |       |
| Bild gesucht BW | Hofanlage                       | Schulweg 1 LageFlur: 8, Flurstück: 17/3                                     |                                                                                     |                                                                                 |       |
| Bild gesucht BW | Schule                          | Schulrain 2 LageFlur: 8, Flurstück: 38/1                                    |                                                                                     |                                                                                 |       |
| Bild gesucht BW | Wohnhaus                        | Schulrain 10 LageFlur: 8, Flurstück: 30/1                                   |                                                                                     |                                                                                 |       |
| Bild gesucht BW | Untermühle                      | Untermühle 1 LageFlur: 4, Flurstück: 52/2                                   |                                                                                     |                                                                                 |       |
| Bild gesucht BW | Scheune                         | Vilmarstraße 2 LageFlur: 8, Flurstück: 40/1                                 |                                                                                     |                                                                                 |       |
| Bild gesucht BW | Herrenhaus derer von Verschauer | Vilmarstraße 3 LageFlur: 6, Flurstück: 84/4                                 | mit Park und Kutscherhaus                                                           |                                                                                 |       |
| Bild gesucht BW | Einhaus                         | Vilmarstraße 4 LageFlur: 8, Flurstück: 6/1                                  |                                                                                     |                                                                                 |       |
| Bild gesucht BW | Wohnhaus                        | Vilmarstraße 5 LageFlur: 6, Flurstück: 84/4                                 |                                                                                     |                                                                                 |       |
| Bild gesucht BW | Hofreite                        | Vilmarstraße 6 LageFlur: 8, Flurstück: 5/4                                  |                                                                                     |                                                                                 |       |
| Bild gesucht BW | Pächterwohnhaus                 | Vilmarstraße 7 LageFlur: 6, Flurstück: 7/1                                  |                                                                                     |                                                                                 |       |
| Bild gesucht BW | Friedhof                        | LageFlur: 9, Flurstück: 115/77                                              | zehn Sandsteingrabplatten an der Friedhofshalle und zwei Obelisken                  |                                                                                 |       |

## Weiterode
| Bild            | Bezeichnung              | Lage                                                    | Beschreibung                               | Bauzeit | Daten |
| --------------- | ------------------------ | ------------------------------------------------------- | ------------------------------------------ | ------- | ----- |
| Bild gesucht BW | Ernhaus                  | Am Fläßchen 8 LageFlur: 16, Flurstück: 123/3            |                                            |         |       |
| Bild gesucht BW | Wohnhaus                 | Eisenacher Straße 130 LageFlur: 16, Flurstück: 96/1     |                                            |         |       |
| Bild gesucht BW | Wohnwirtschaftsgebäude   | Eisenacher Straße 178 LageFlur: 9, Flurstück: 12/2      |                                            |         | }     |
| Bild gesucht BW | Wohnhaus                 | Heigernstraße 1 LageFlur: 15, Flurstück: 136/1          | mit Scheune                                |         |       |
| Bild gesucht BW | Scheune                  | Heigernstraße 3 LageFlur: 15, Flurstück: 120/1          |                                            |         |       |
| Bild gesucht BW | Scheune                  | Heigernstraße 25 LageFlur: 9, Flurstück: 372/60         |                                            |         |       |
| Bild gesucht BW | Schule                   | Hessische Straße 8 LageFlur: 18, Flurstück: 47/4        |                                            |         |       |
| Bild gesucht BW | Wohnwirtschaftsgebäude   | Hessische Straße 32 LageFlur: 17, Flurstück: 32/1       |                                            |         |       |
| Bild gesucht BW | Ernhaus                  | Hessische Straße 46 LageFlur: 17, Flurstück: 38/1       | mit Scheune                                |         |       |
| Bild gesucht BW | Ernhaus                  | Hessische Straße 52 LageFlur: 17, Flurstück: 63/1       |                                            |         |       |
| Bild gesucht BW | Ernhaus                  | Hessische Straße 54 LageFlur: 17, Flurstück: 73/1       |                                            |         |       |
| Bild gesucht BW | ehemaliges Dorfgericht   | Hessische Straße LageFlur: 17, Flurstück: 78/8          |                                            |         |       |
| Bild gesucht BW | Evangelische Pfarrkirche | Kantor-Thomas-Straße LageFlur: 17, Flurstück: 93/2      | mit Ummauerung und vier Sandsteingrabmalen |         |       |
| Bild gesucht BW | Wohnwirtschaftsgebäude   | Schulstraße 1 LageFlur: 17, Flurstück: 31/1             |                                            |         |       |
| Bild gesucht BW | Hofanlage                | Zur Schwemme 2 LageFlur: 15, Flurstück: 139, 140, 141/1 |                                            |         |       |
| Bild gesucht BW | Wohnwirtschaftsgebäude   | Zur Schwemme 4 LageFlur: 15, Flurstück: 138/1           |                                            |         |       |